# Aston Martin Rapide
Der Aston Martin Rapide ist eine Sportlimousine des britischen Automobilherstellers Aston Martin. Die Bezeichnung rapide entstammt dem Lagonda Rapide, einer viertürigen Limousine auf Basis des DB4.

## Geschichte
Der Rapide wurde 2006 als Konzeptauto auf der North American International Auto Show vorgestellt. Die 2,5 cm höhere Serienversion wurde wegen Kapazitätsengpässen von Oktober 2009 bis Mitte 2012 bei Magna Steyr in Graz gefertigt, bevor die Produktion nach Gaydon, Warwickshire verlagert werden konnte. Aston Martin erwartete einen Verkauf von 2000 Fahrzeugen pro Jahr.
Auf der Shanghai Auto Show im April 2019 präsentierte der Hersteller mit dem Rapide E eine batterieelektrisch angetriebene Version des Fahrzeugs. Es sollte das erste rein elektrisch angetriebene Modell von Aston Martin werden. Im Januar 2020 verkündete der Hersteller, dass das Fahrzeug jedoch nicht in Serie gebaut werden wird.

## Modelle

### Rapide

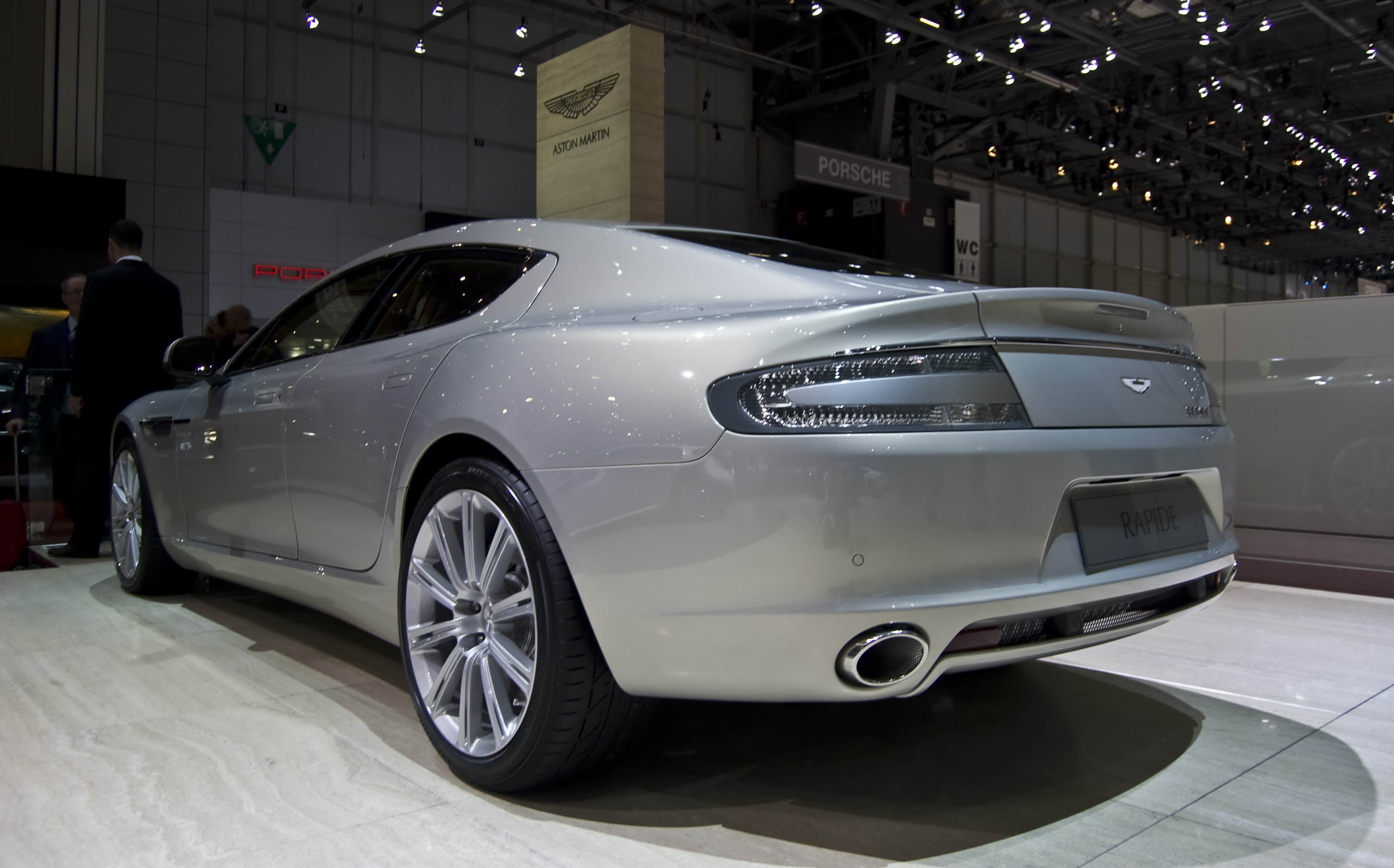
Heckansicht

Der Rapide entlehnt markentypische Designelemente der Modelle DB9 und V12 Vanquish, auf deren gemeinsamer VH-Plattform er beruht. Gegenüber dem DB9 wurde der Radstand allerdings um 30 cm gestreckt, um so Platz für zwei weitere Türen und vollwertige Rücksitze zu schaffen. Diese sind elektrisch umlegbar, so dass ein Kofferraum mit 750 Litern Fassungsvermögen entsteht. Der im Grundpreis 180.000 Euro teure Rapide verfügt gegenüber dem Panoramadach aus dem Konzeptfahrzeug nur über ein normales Dach.
Der in Handarbeit montierte V12-Motor entstammt ebenfalls dem DB9. Er entwickelt eine Höchstleistung von 350 kW (477 PS) und ein maximales Drehmoment von 600 Nm, wodurch eine Beschleunigung von 0 auf 100 km/h in 5,3 Sekunden und eine Spitzengeschwindigkeit von 296 km/h möglich ist. Die Kraftübertragung erfolgt über ein 6-Stufen-Automatikgetriebe.

### Rapide S

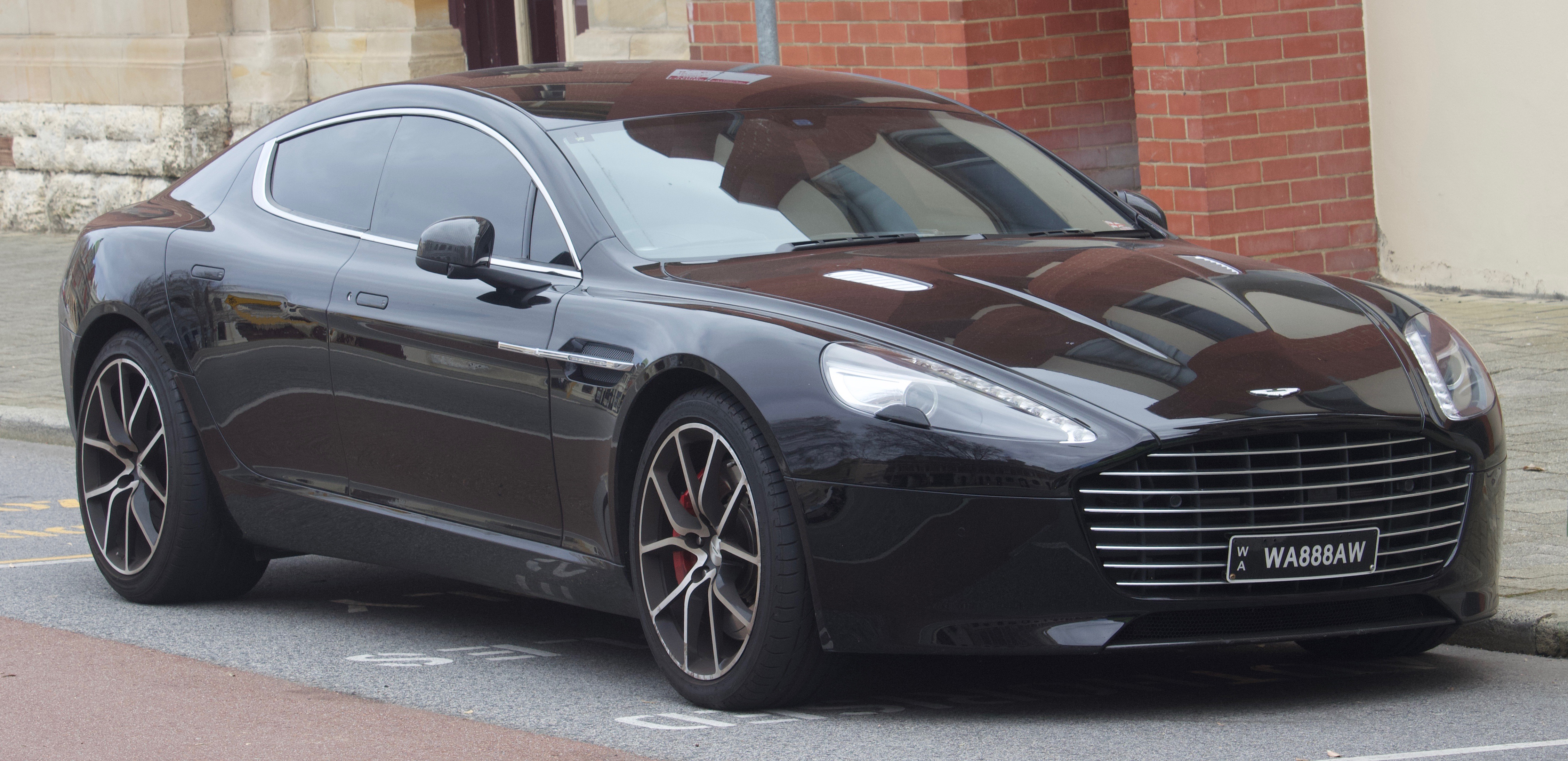
Aston Martin Rapide S (2013–2018)

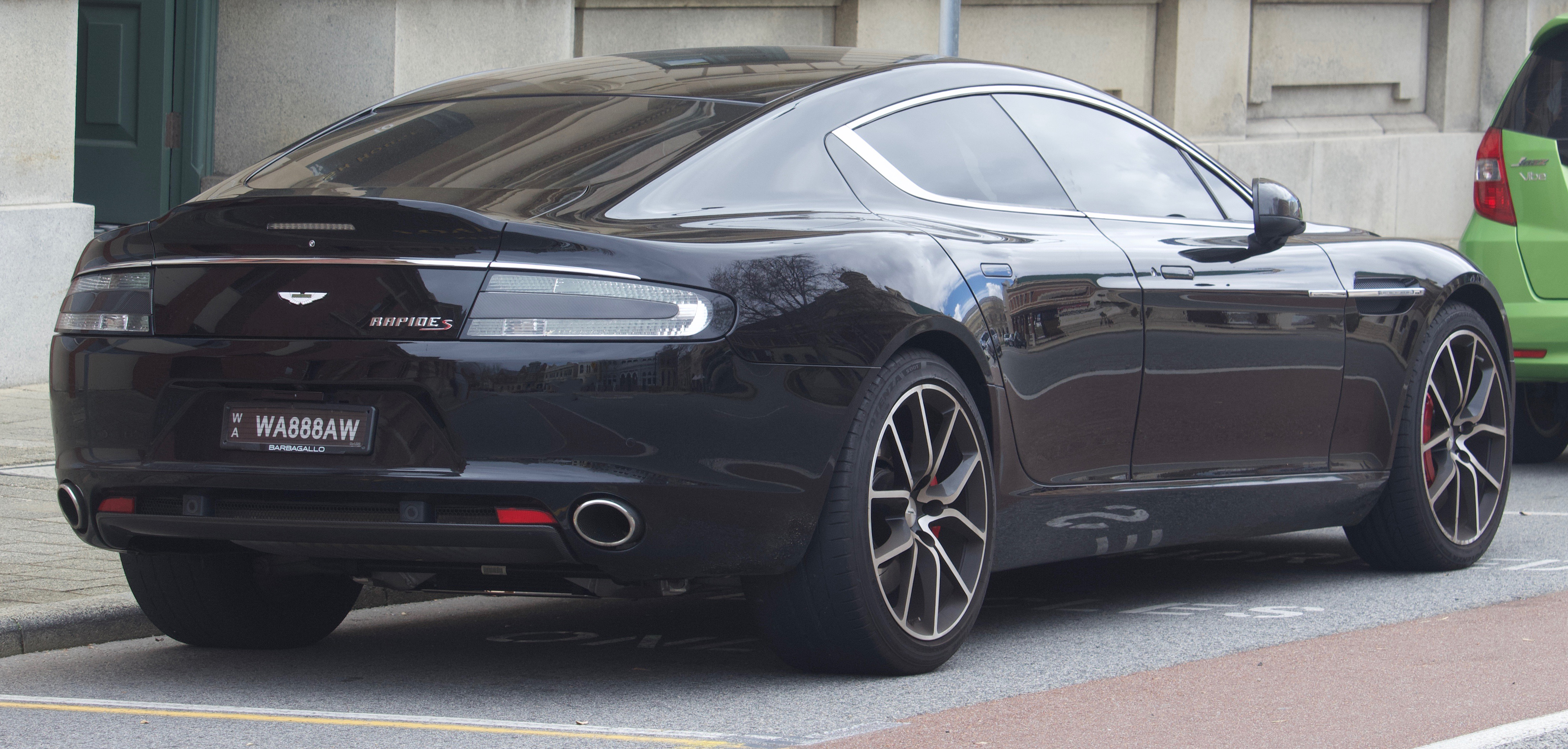
Heckansicht

Auf dem Genfer Auto-Salon präsentierte Aston Martin im März 2013 eine leistungsgesteigerte Version des Rapide. Der Rapide S unterscheidet sich außen durch geänderte Stoßfänger mit einem deutlich vergrößerten Kühlergrill. Der Sechsliter-V12-Saugmotor leistet in dieser Version 410 kW (558 PS).
Eine Rennversion des Rapide S, dessen V12 auf Wasserstoff-Betrieb (pur oder Teilbetrieb) und Twinturbo-Aufladung umgerüstet worden war, kam auch beim 24-Stunden-Rennen auf dem Nürburgring 2013 zum Einsatz. Das Team trat als Teilnehmer in der Kategorie Alternative Kraftstoffe u. a. mit Ulrich Bez, ehemaliger Geschäftsführer von Aston Martin, als Fahrer an.
Im Jahr 2014 wurde der Rapide S technisch überarbeitet. Wie beim Vanquish gab es eine geringfügige Leistungssteigerung auf nun 411 kW (560 PS), ein neues 8-Gang Automatikgetriebe, eine neue Antriebswelle sowie die Neukalibrierung des adaptiven Dämpfungssystems. 2015 wurde sowohl im Rapide S als auch in den Vantage-Modellen das neue Infotainmentsystem AMi II, 2016 das Infotainmentsystem AMi III eingebaut.

### Rapide AMR

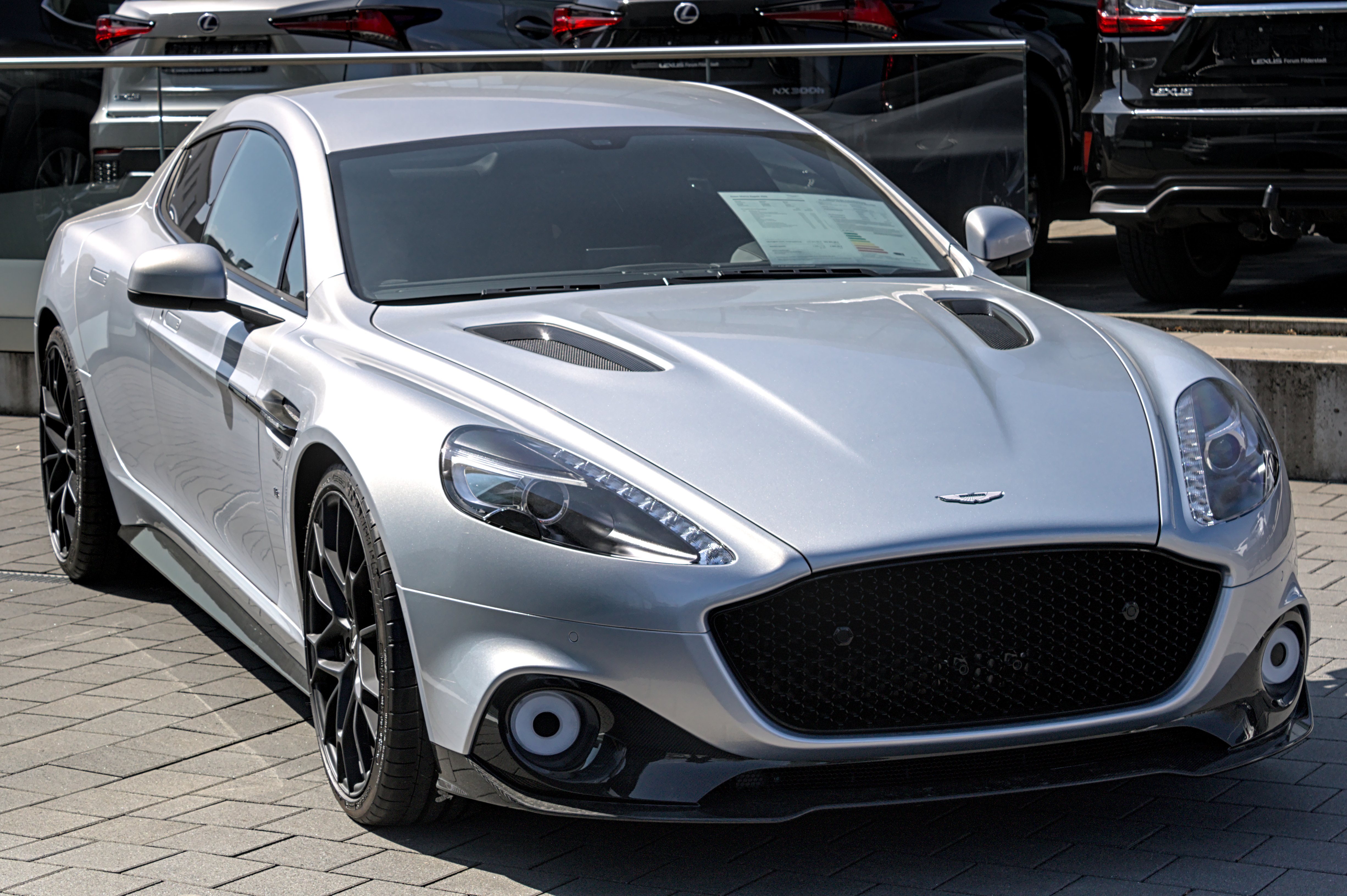
Aston Martin Rapide AMR (2018–2020)

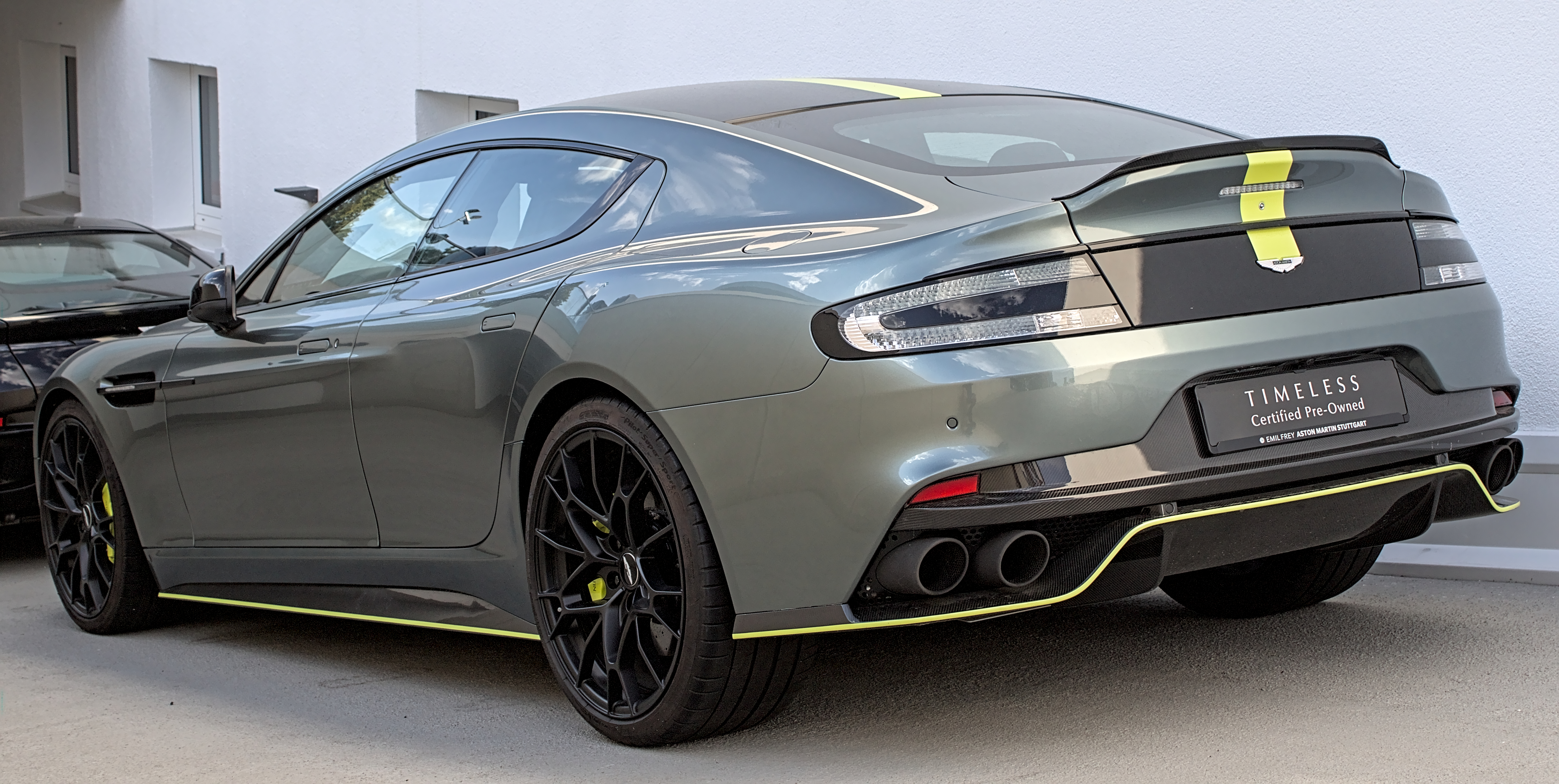
Heckansicht

Auf dem Genfer Auto-Salon 2017 wurde der Aston Martin Rapide AMR als Konzeptfahrzeug präsentiert. Das Serienfahrzeug präsentierte Aston Martin im Juni 2018. Es wird in Zusammenarbeit mit Aston Martin Racing (AMR) gebaut. Der 5,9-Liter V12 leistet nun 444 kW (603 PS) und die Höchstgeschwindigkeit beträgt 330 km/h. Äußerlich unterscheidet er sich durch neue Front- und Heckschürzen sowie einer neuen Auspuffanlage von den anderen Modellen. Im Inneren kommen Materialien wie Alcantara oder Kohlenstofffaserverstärkter Kunststoff zum Einsatz. Der Rapide AMR ist auf 210 Exemplare limitiert.

### Bertone Jet 2+2

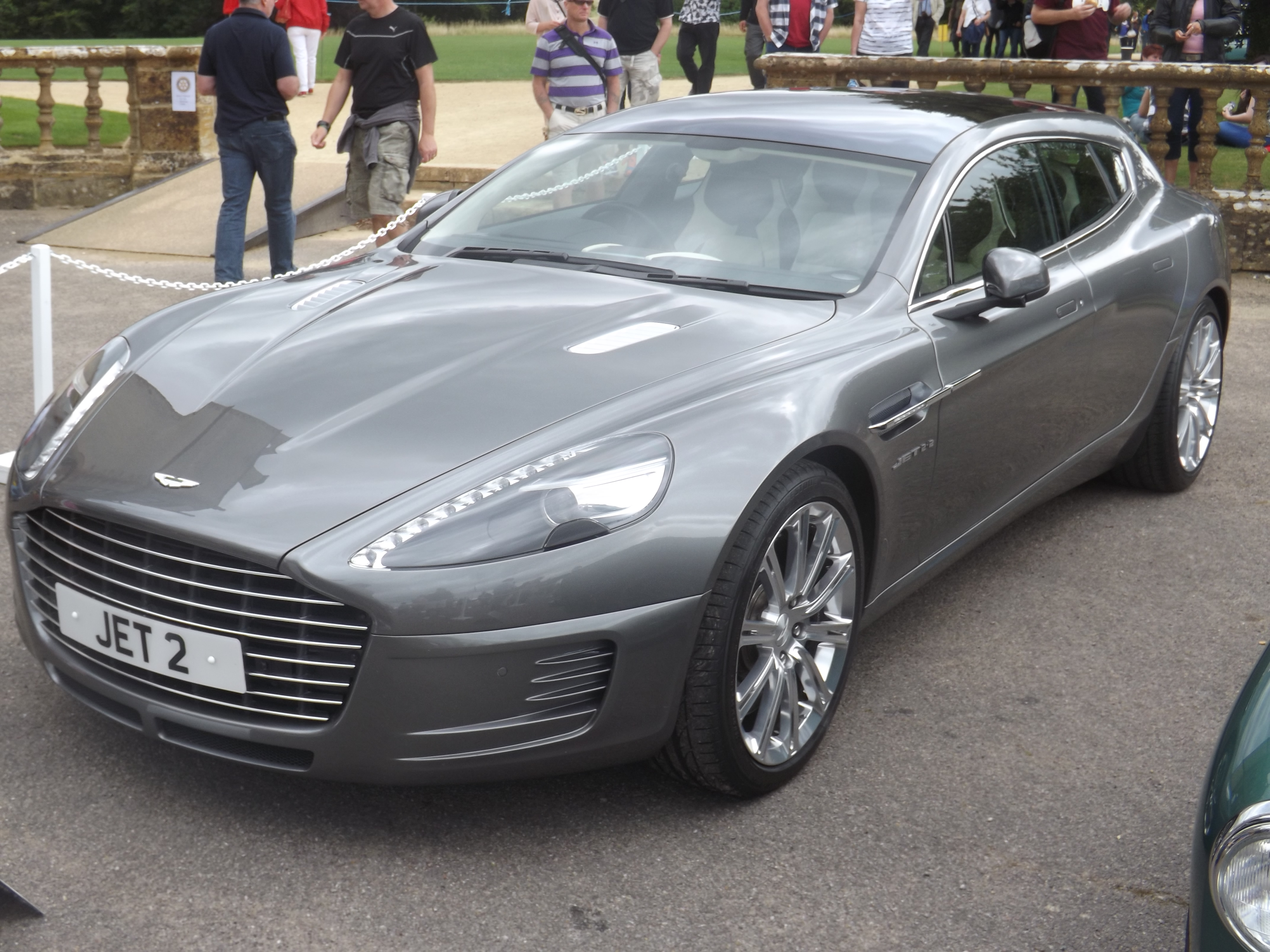
Aston Martin Bertone Jet 2+2 (2013)

Nach dem DB4 GT Bertone Jet und dem Bertone Jet 2 ist der Bertone Jet 2+2 das dritte Fahrzeug des italienischen Designstudios Bertone auf Basis eines Aston Martin. Der ebenfalls 2013 auf dem Genfer Auto-Salon vorgestellte Shooting Brake basiert auf dem Rapide und wurde auf Kundenwunsch gefertigt.

### Rapide E

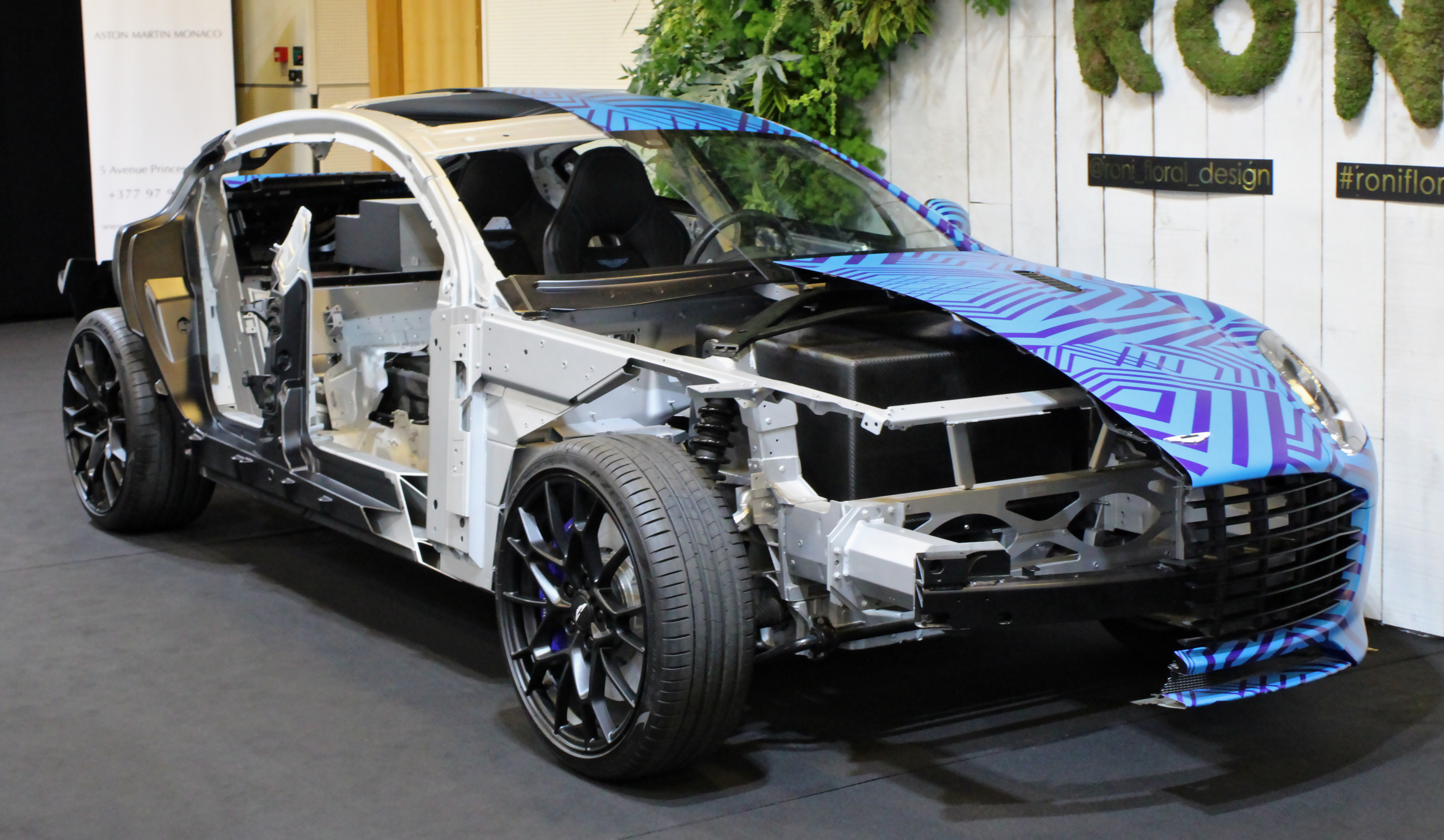
Aston Martin Rapide E (Technologiefahrzeug)

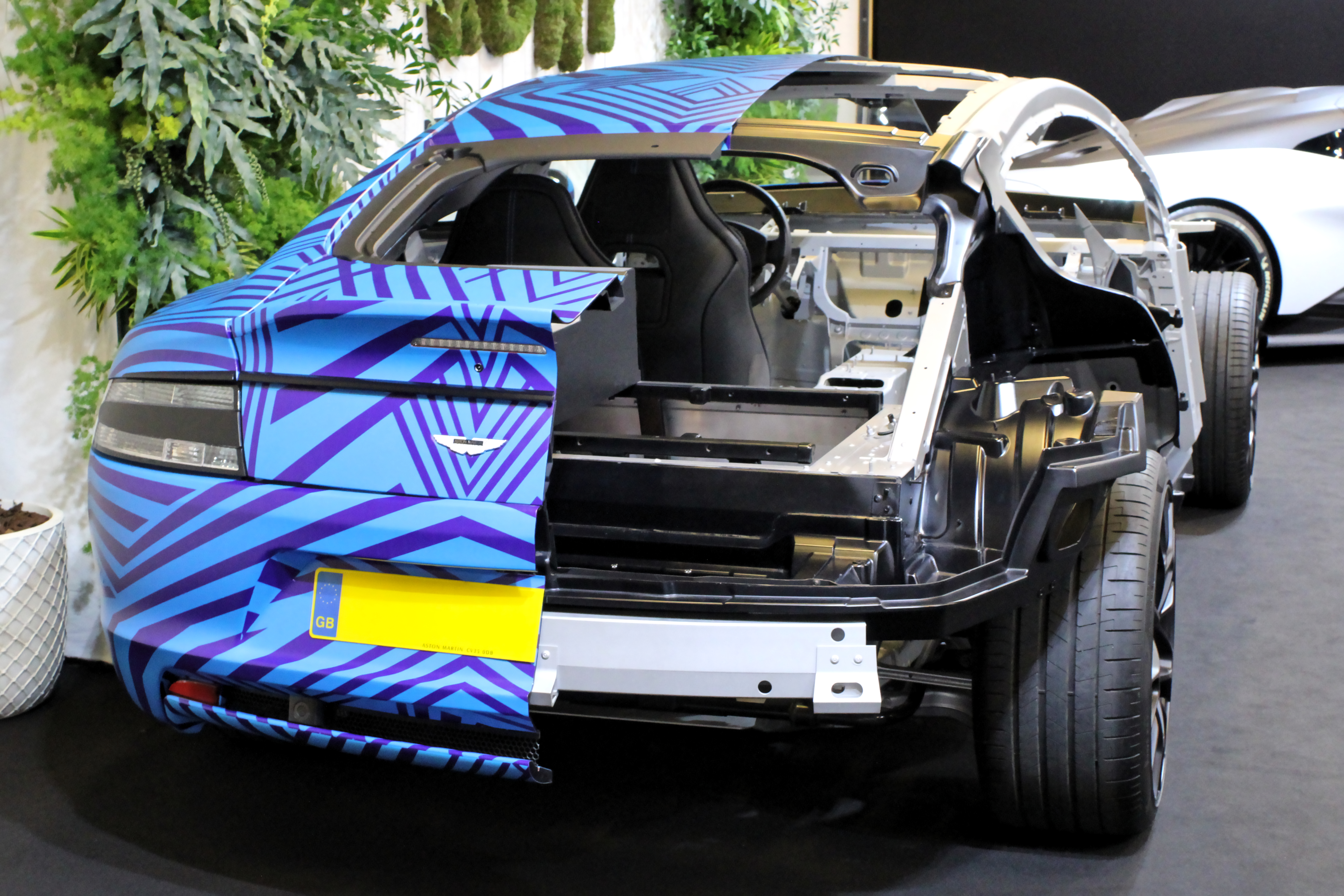
Heckansicht

Im April 2019 wurde der Rapide als Elektroversion präsentiert. Zwei Elektromotoren leisten zusammen 448 kW (610 PS) und sollen das Fahrzeug in unter vier Sekunden auf 100 km/h beschleunigen. Die Höchstgeschwindigkeit gibt Aston Martin mit 248 km/h an. Der Lithium-Ionen-Akkumulator hat eine Kapazität von 65 kWh und soll nach dem WLTP-Fahrzyklus eine Reichweite von 320 Kilometern ermöglichen. Die Ladezeit bis zu einer vollständigen Ladung an einer herkömmlichen Ladestation (50 kW, 400 V) gibt Aston Martin mit etwas mehr als einer Stunde an.

## Technische Daten

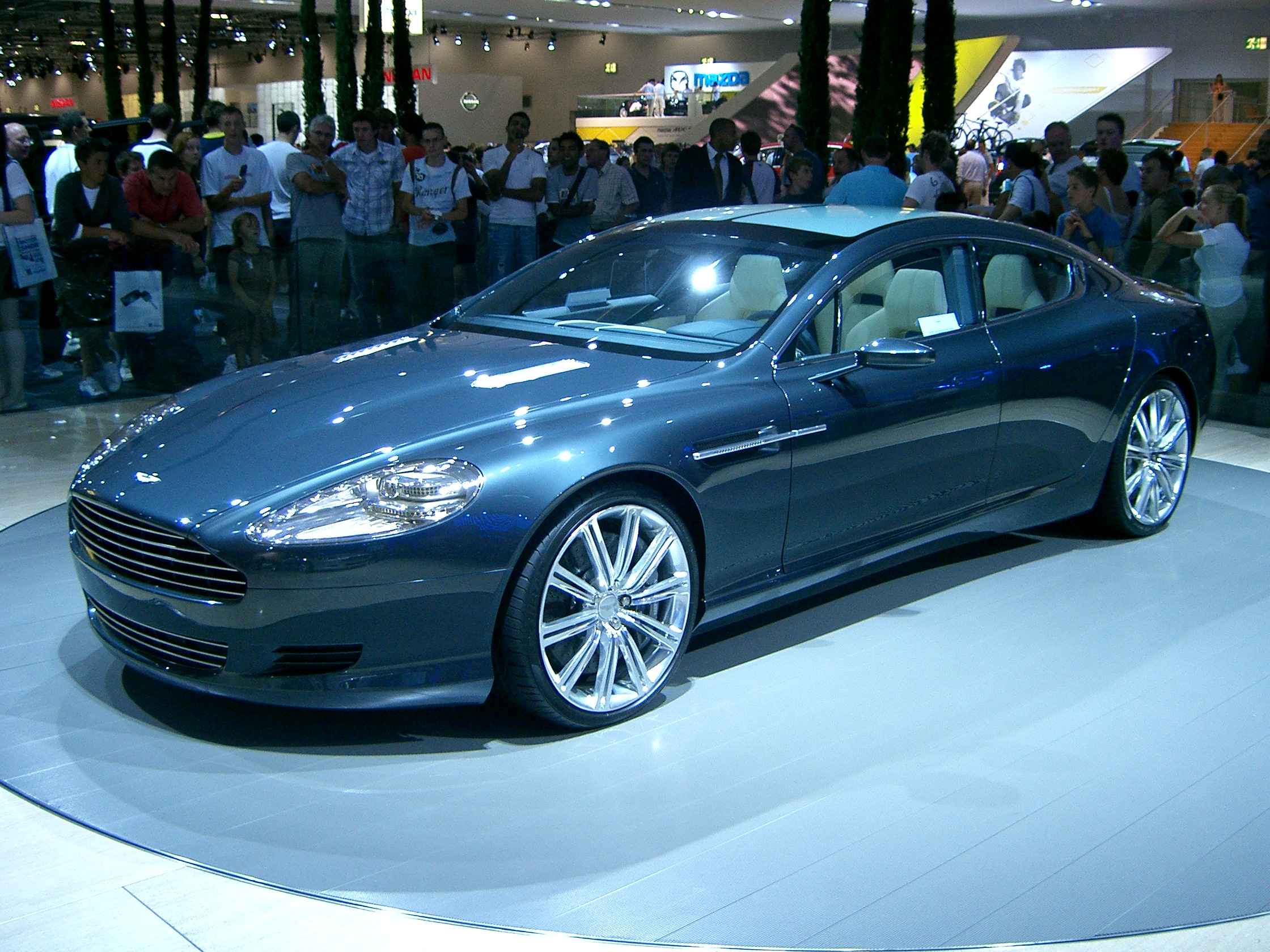
Aston Martin Rapide Konzeptauto (2006)

|                             | Rapide                        | Rapide S                      | Rapide S                      | Rapide AMR                    |
| Bauzeitraum                 | 2009–2013                     | 2013–2014                     | 2014–2018                     | 2018–2020                     |
| Motorkenndaten              |                               |                               |                               |                               |
| Zylinder/Motorbauart        | Zwölfzylinder-V-Motor         | Zwölfzylinder-V-Motor         | Zwölfzylinder-V-Motor         | Zwölfzylinder-V-Motor         |
| Ventile                     | 48                            | 48                            | 48                            | 48                            |
| Nockenwellen                | 4                             | 4                             | 4                             | 4                             |
| Hubraum                     | 5935 cm³                      | 5935 cm³                      | 5935 cm³                      | 5935 cm³                      |
| max. Leistung bei min−1     | 350 kW (477 PS)/6000          | 410 kW (558 PS)/6750          | 411 kW (560 PS)/6650          | 444 kW (603 PS)/7000          |
| max. Drehmoment bei min−1   | 600 Nm/5000                   | 620 Nm/5500                   | 630 Nm/5550                   | 630 Nm/5550                   |
| Kraftübertragung            |                               |                               |                               |                               |
| Antrieb                     | Transaxle-Hinterradantrieb    | Transaxle-Hinterradantrieb    | Transaxle-Hinterradantrieb    | Transaxle-Hinterradantrieb    |
| Getriebe                    | 6-Stufen-Automatik            | 6-Stufen-Automatik            | 8-Stufen-Automatik            | 8-Stufen-Automatik            |
| Bremsentyp vorn             | Scheibenbremsen innenbelüftet | Scheibenbremsen innenbelüftet | Scheibenbremsen innenbelüftet | Scheibenbremsen innenbelüftet |
| Bremsentyp hinten           | Scheibenbremsen innenbelüftet | Scheibenbremsen innenbelüftet | Scheibenbremsen innenbelüftet | Scheibenbremsen innenbelüftet |
| Bremsscheiben-ø vorn        | 390 mm                        | 390 mm                        | 400 mm                        | 400 mm                        |
| Bremsscheiben-ø hinten      | 360 mm                        | 360 mm                        | 360 mm                        | 360 mm                        |
| Radgröße vorn               | 8,5 × 20                      | 8,5 × 20                      | 8,5 × 20                      | 8,5 × 20                      |
| Radgröße hinten             | 11 × 20                       | 11 × 20                       | 11 × 20                       | 11 × 20                       |
| Reifen vorn                 | 245/40 R20                    | 245/40 R20                    | 245/40 R20                    | 245/40 R20                    |
| Reifen hinten               | 295/35 R20                    | 295/35 R20                    | 295/35 R20                    | 295/35 R20                    |
| Messwerte                   |                               |                               |                               |                               |
| Leergewicht                 | 1950 kg                       | 1990 kg                       | 1990 kg                       |                               |
| Tankinhalt                  | 91 l                          | 91 l                          | 91 l                          | 91 l                          |
| EU-Normverbrauch auf 100 km | 18,7 l                        | 19,9 l                        | 12,9 l                        |                               |
| Treibstoff                  | Super plus                    | Super plus                    | Super plus                    | Super plus                    |
| Beschleunigung 0–100 km/h   | 5,3 s                         | 4,9 s                         | 4,4 s                         | 4,4 s                         |
| Höchstgeschwindigkeit vmax  | 296 km/h                      | 306 km/h                      | 327 km/h                      | 330 km/h                      |
| Grundpreis                  | 180.000 Euro                  | 193.995 Euro                  | 193.995 Euro                  | 229.950 Euro                  |

## Zulassungszahlen
Zwischen 2010 und 2019 sind in Deutschland insgesamt 375 Aston Martin Rapide neu zugelassen worden. Mit 101 Einheiten war 2011 das erfolgreichste Verkaufsjahr.
|  |

|  |

|  |

|  |

|  |

|  |

|  |

|  |

|  |

|  |

|  |

|  |

|  |

|  |

|  |

|  |

|  |

|  |

|  |

|  |

|  |

|  |

|  |

|  |

|  |

|  |

|  |

|  |

|  |

|  |

|  |

|  |

|  |

|  |

|  |

|  |

|  |

|  |

|  |

|  |

|  |

|  |

|  |

|  |

|  |

|  |

|  |

|  |

|  |

|  |

|  |

|  |

|  |

|  |

|  |

|  |

|  |

|  |

|  |

|  |

|  |

|  |

|  |

|  |

|  |

|  |

|  |

|  |

|  |

|  |

|  |

|  |

|  |

|  |

|  |

|  |

|  |

|  |

|  |

|  |

|  |

|  |

|  |

|  |

|  |

|  |

|  |

|  |

|  |

|  |

|  |

|  |

|  |

|  |

|  |

|  |

|  |

|  |

|  |

|  |

|  |

|  |

|  |

|  |

|  |

|  |

|  |

|  |

|  |

|  |

|  |

|  |

|  |

|  |

|  |

|  |

|  |

|  |

|  |

|  |

|  |

|  |

|  |

|  |

|  |

|  |

|  |

|  |

|  |

|  |

|  |

|  |

|  |

|  |

|  |

|  |

|  |

|  |

|  |

|  |

|  |

|  |

|  |

|  |

|  |

|  |

|  |

|  |

|  |

|  |

|  |

|  |

|  |

|  |

|  |

|  |

|  |

|  |

|  |

|  |

|  | Benziner (375) |

|  | Benziner (375) |